# Verwaltungsgemeinschaft Gleichberge

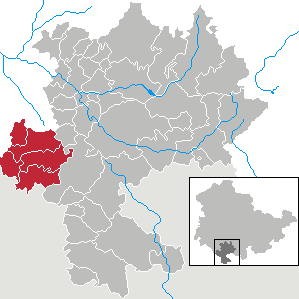
Lage der ehemaligen Verwaltungsgemeinschaft im Landkreis Hildburghausen

In der Verwaltungsgemeinschaft Gleichberge aus dem thüringischen Landkreis Hildburghausen hatten sich die Stadt Römhild und vier Gemeinden zur Erledigung ihrer Verwaltungsgeschäfte zusammengeschlossen. Sie lag zwischen den Städten Hildburghausen und Mellrichstadt.
Sitz der Verwaltungsgemeinschaft war Römhild.

## Gemeinden
- Haina mit OT Sülzdorf
- Mendhausen
- Milz mit OT Hindfeld
- Römhild  Stadt
- Westenfeld

## Geschichte
Die Verwaltungsgemeinschaft wurde am 11. März 1991 gegründet. Zum 31. Dezember 2012 schlossen sich die Gemeinden mit der Stadt Römhild und der Einheitsgemeinde Gleichamberg zur neuen Stadt Römhild zusammen.

## Einwohnerentwicklung
Entwicklung der Einwohnerzahl:
| - 1995 – 5141 - 2000 – 4973 - 2005 – 4792 - 2010 – 4516 |

 Datenquelle: ab 1994 Thüringer Landesamt für Statistik – Werte vom 31. Dezember